# Enoplognatha robusta
Enoplognatha robusta es una especie de araña araneomorfa del género Enoplognatha, familia Theridiidae. Fue descrita científicamente por Thorell en 1878.
Habita en Birmania.